# Alicia Ponte-Sucre
Alicia Ponte-Sucre (Caracas, 27 de agosto de 1955) es profesora titular e investigadora venezolana y coordinadora del Laboratorio de Fisiología Molecular de la Cátedra de Fisiología del Instituto de Medicina Experimental (IME), perteneciente a la Escuela de Medicina Luis Razetti de la Facultad de Medicina de la Universidad Central de Venezuela (UCV), e investigadora visitante en la Universidad de Würzburg, Alemania (en alemán, Julius-Maximilians-Universität Würzburg).
El desarrollo de su línea de investigación comenzó con el estudio del comportamiento fisicoquímico de membranas artificiales y continuó posteriormente con la caracterización bioquímica de receptores sinápticos involucrados en la contracción de la musculatura lisa de las vías aéreas y los procesos de activación celular vinculados a estos.  Estas líneas de investigación las desarrolló en el Instituto Venezolano de Investigaciones Científicas (IVIC), en la Universidad Central de Venezuela (UCV) y la Universidad de California en San Francisco, U.S.A.
Desde 1988 sus líneas de investigación se han centrado en comprender los procesos fundamentales que intervienen en las funciones esenciales relacionadas con la homeostasis y preservación de la vida en parásitos unicelulares. Para ello se ha dedicado a la purificación y caracterización bioquímica de enzimas vinculadas al metabolismo de carbohidratos, la caracterización de proteínas de transporte de membrana imprescindibles para la supervivencia o involucradas en los fenómenos de desarrollo de resistencia a drogas, la identificación y caracterización de proteínas involucradas en los procesos de diferenciación celular, el estudio de los procesos involucrados en la interacción parásito-hospedero y los sistemas inmunes que se disparan una vez que ocurre la invasión por parte del parásito y la identificación y caracterización de productos naturales y compuestos diseñados contra dianas específicas, como potenciales agentes terapéuticos, utilizando en estos estudios los parásitos Leishmania y Trypanosoma como modelo experimental, los cuales han dado lugar a 64 publicaciones en libros y revistas especializadas, 91 participaciones en seminarios, simposios nacionales e internacionales y 174 comunicaciones libres a congresos y jornadas.
Es miembro fundador, vocal y vicepresidenta de la Junta Directiva de la Fundación Universitaria Fundadiagnóstica y está incluida en: The World Who´s Who of Women, 1996, 1999; International Directory of Distinguished Leadership, 1997; Woman of the Year 1997, 2000, 2008; Outstanding People of the 20th Century, 1998; International Who’s Who of Professional and Business Women, 2001, 2003; Top 100 Educators, 2008, Who’s Who in Science and Engineering, 2011. 

## Formación académica
Inició su educación universitaria en la Universidad Católica Andrés Bello (UCAB) donde obtuvo el título de licenciada en Educación, mención Ciencias Biológicas (1978). Cursó estudios de maestría en el Instituto Venezolano de Investigaciones Científicas (IVIC), obteniendo el título de magíster scientiarum en Biología, mención Fisiología y Biofísica (1981), y de doctorado en la UCV, donde se acreditó con el título de Doctor en Ciencias, mención Farmacología (1993). De 1999 a 2000 estuvo de año sabático en la Universidad de Würzburg, Bonn, Alemania, con la beca Georg Forster de la Fundación Alejandro de Humboldt.  Adicionalmente, ha recibido becas de instituciones nacionales como el CDCH-UCV y CONICIT (Venezuela), y de las instituciones internacionales UNESCO, FIDIA, DAAD y DFG para realizar pasantías de investigación en instituciones académicas en México, Italia, Chile, Argentina y Alemania. Es profesora titular emérita de Fisiología Humana en la UCV.

## Gerencia universitaria
Durante toda su trayectoria académica ha ejercido diversos cargos tanto en el área de docencia como en el área administrativa y de investigación.  Ha sido coordinadora general del laboratorio central para la identificación y caracterización de productos naturales y compuestos diseñados contra dianas específicas como agentes terapéuticos (bacterias, hongos y parásitos), en el marco de un proyecto multidisciplinario y multicéntrico financiado por el gobierno alemán y ejecutado en la Universidad de Würzburg (2003-2007). Fue asesora de proyectos relacionados con la evaluación de la actividad antiviral, antitumoral, e inmunomoduladora de extractos de plantas de la familia Euphorbiaceae. 
Ha sido profesora de los cursos de postgrado: Biología Celular, dictado en la Escuela de Biología; Cirugía de la mano y Endocrinología, dictados en el Hospital Universitario de Caracas; Dermatología, dictado en el Instituto de Biomedicina; Ciencias Fisiológicas, dictado en el Instituto de Medicina Experimental; y Farmacología, dictado en la Facultad de Farmacia, todos de la UCV. También participó como profesora invitada e investigadora visitante en cursos y mini simposios ofrecidos por el Cinvestav, y en el Instituto de Biología Molecular de Enfermedades Infecciosas de la Universidad de Würzburg, Alemania. Forma parte de la red del CYTED (Programa Iberoamericano de Ciencia y Tecnología para el Desarrollo) en la temática de “Creación de una red para la identificación de marcadores de resistencia y de identificadores de enfermedad en leishmaniasis canina”. En su actividad como docente de pregrado ha participado en la producción de dos videos educativos y ha elaborado dos guías de estudio y un libro de preguntas de Fisiología. 
Ha sido jurado de trabajos presentados en el Festival Juvenil de la Ciencia en Venezuela, trabajos especiales de grado de la Facultad de Ciencias de la UCV y de proyectos de tesis, exámenes calificadores y tesis de maestría y doctorado de estudiantes del postgrado de Ciencias Fisiológicas, de Biología Celular y de Farmacología de la UCV. También, ha sido tutora de trabajos especiales de grado de la Escuela de Bioanálisis de la Facultad de Medicina de la UCV, así como del Instituto de Biología Molecular de Enfermedades Infecciosas de la Universidad de Würzburg, Alemania. Forma parte del grupo de docentes que conforman los postgrados de Ciencias Fisiológicas de la Facultad de Medicina-UCV y Farmacología de la Facultad de Farmacia-UCV.
Ha sido miembro de diversas comisiones académicas de la Facultad de Medicina, del Instituto de Medicina Experimental y del Vicerrectorado Académico de la UCV; fue tesorera de la junta directiva de la Asociación para el Progreso de la Investigación Universitaria (APIU-UCV) y de la Asociación Venezolana para el Avance de la Ciencia (AsoVAC); secretaria de eventos especiales de la AsoVAC; miembro de la Comisión Clasificadora Sectorial y de la Comisión de Apoyo a la Formación Académica (CDCH-UCV); miembro de la comisión organizadora de congresos y simposios nacionales; fue coordinadora del Postgrado en Ciencias Fisiológicas, jefe de la cátedra de Fisiología Humana y coordinadora de investigación de la Facultad de Medicina de la UCV. Es miembro de asociaciones científicas en su campo y funge como evaluador externo de diversas instituciones nacionales e internacionales financiadoras de proyectos y becas de estudio y de revistas nacionales e internacionales, así como también editora de revistas de renombre internacional.
Adicionalmente, se desempeñó como secretaria de la junta directiva de la Asociación Cultural Humboldt Archivado el 12 de mayo de 2016 en Wayback Machine. (ACH), donde coordinó la serie de conferencias "Lo cotidiano tiene ciencia"; participó en el homenaje a las hermanas Gramcko como tutora en la ACH de la tesis de licenciatura de Rebeca Pérez Gerónimo, Escuela de Letras, UCV, quien coordinó este proyecto junto con Melina Fernández y Federico Pacanins. Promovió la interacción del Dr. Claudio Mendoza con la ACH para el proyecto “Humboldtfest”. Participó activamente en la coordinación y ejecución del proyecto "El extraño mundo de Chernóbil, una mirada desde Venezuela", el cual se llevó a cabo en abril y desde mayo de 2016 es la presidenta de la junta directiva de la ACH.

## Distinciones
En el año 2003 recibió la Orden José María Vargas (primera clase) de la UCV por sus méritos docentes, académicos y de investigación.

## Publicaciones

### Libros
- ABC transporters in microorganisms 2009, Horizon Scientific Press (http://www.horizonpress.com), Norwich-UK, ISBN 978-1-904455-49-3.
- Drug resistance in Leishmania parasites. Consequences, Molecular Mechanisms, and possible treatments 2013. Springer Verlag Wien, ISBN 978-3-7091-0238-1.
- Las TIC en el combate de las enfermedades desatendidas: una visión latinoamericana, 2014. (in English: TIC and the fighting agains the neglected diseases in Latinamerica). Fundación Telefónica, Venezuela, ISBN 978-980-271-460-5,

### Artículos
Algunos de sus artículos más relevantes:
- Ponte-Sucre, A., Gulder, T., Wegehaupt, A., Albert, C., Rikanović, C.,  Schaeflein, L., Frank, A., Schultheis, M., Unger, M., Holzgrabe, U., Bringmann, G., Moll, H. Structure-Activity Relationship and Studies on the Molecular Mechanism of Leishmanicidal N,C-Coupled Arylisoquinolinium Salts. Journal of Medicinal Chemistry. 2009; 52:626-36.[2]
- Padrón-Nieves, M., Díaz, E., Machuca, C., Romero, A., Ponte-Sucre, A. Glibenclamide modulates glucantime activity and disposition in Leishmania major. Experimental Parasitology. 2009; 121: 331-337.[3]

- Ponte-Sucre A. (Editor) ABC Transporters in Microorganisms: Research, Innovation and Value as Targets against Drug Resistance, Horizon Scientific Press, 2009. ISBN 978-1-904455-49-3.[4]
- Ponte-Sucre, A., Padrón-Nieves M, Díaz E. ABC transporter blockers and reversal of drug resistance in microorganisms.  Capítulo para libro ABC Transporters in Microorganisms: Research, Innovation and Value as Targets against Drug Resistance, Horizon Scientific press. 2009:177-195.[4]
- Ponte-Sucre, A., Gulder, T., Gulder, T., Vollmers, T., Bringmann, G. Moll, H. Alterations on the structure of Leishmania major induced by N arylisoquinolines correlate with compound accumulation and disposition. Journal of Medical Microbiology. 2010; 59:69-75.[5]
- Aguilar, C.M.,  Maldonado, J., Bonfante Garrido, R.,  Borges, R., Tapia, F.J.,.  Delgado, O.,  Jorquera, A., D´Suze, C.,    Rojas, E.,  Mendoza-León, A., Ponte Sucre, A. Evaluación de Enfermedades Parasitarias en Venezuela. Sugerencias para la Solución de problemas en las distintas aprasitosis, caso Leishmaniasis. Documento producido durante las XXVIII Jornadas de la Sociedad Parasitológica Venezolana (SPV) “J W Torrealba”, Centro de Investigaciones en Salud Pública “Jacinto Convit”. Sanare, Edo. Lara, 2- 4 de julio de 2009. Salus Online. 2010;14:1.[6]
- Llanes-Coronel, D.S., Gámez-Díaz, L.Y., Suárez-Quintero, L.P. Páez, L.J. Torres, F., Echeverri, F., Ponte-Sucre, A.,  Patiño, P.J., Trujillo-Vargas, C.M. New promising Euphorbiaceae extracts with activity in human lymphocytes from primary cell cultures. Immunopharmacology and Immunotoxicology. 2011; 33:279-90.[7]
- Ponte-Sucre, A., Díaz, E., Padrón Nieves, M. Quantitative Structure-Activity Analysis of Leishmanicidal Compounds. In Chemoinformatics: Directions Toward Combating Neglected Diseases, 37-57. Teodorico C. Ramalho, editor. E-book, Bentham Sciences. 2012:33-48. ISBN 978-1-60805-183-0.[8]
- Díaz, E., Köhidai, L.,  Ríos, A., Vanegas, O., Ponte-Sucre, A. Ensayos de quimiotaxis in vitro en Leishmania sp. Evaluación de la técnica de los capilares-dos cámaras en promastigotes. Revista de la Facultad de Farmacia, UCV. 2011; 74: 31-40.[9]

- Ponte-Sucre, A., Díaz, E., Padrón Nieves, M. (Editors) Drug resistance in Leishmania parasites. Consequences, Molecular Mechanisms, and possible treatments. Springer Verlag Wien, 2012. ISBN 978-3-7091-1125-3.[10]
- Ponte-Sucre, A. Leishmaniasis, the biology of a parasite. In Drug resistance in Leishmania parasites. Consequences, Molecular Mechanisms, and possible treatments. Springer Verlag Wien. 2012:1-12. ISBN 978-3-7091-1125-3.[11]
- Zerpa, O., Ponte-Sucre, A. American tegumentary leishmaniasis.  In Drug resistance in Leishmania parasites. Consequences, Molecular Mechanisms, and possible treatments. Springer Verlag Wien. 2012:199-211. ISBN 978-3-7091-1125-3.[12]
- Ponte-Sucre, A., Díaz, E., Padrón Nieves, M. The concept of fitness and drug resistance in Leishmania. In Drug resistance in Leishmania parasites. Consequences, Molecular Mechanisms, and possible treatments. Springer Verlag Wien. 2012:431-449. ISBN 978-3-7091-1125-3.[13]
- Padrón-Nieves, M., Ponte-Sucre, A. Marcadores de resistencia en Leishmania: Susceptibilidad in vitro a drogas leishmanicidas vs. retención de calceina en aislados de pacientes venezolanos con Leishmaniasis Cutánea Difusa. Archivos Venezolanos de Farmacología y Terapéutica. 2013; 32:29-33.[14]
- Díaz, E, Köhidai, L, Ríos A, Vanegas O, Silva, A, Szabó, R, Mező, G, Hudecz, H, Ponte-Sucre, A. Leishmania braziliensis: Cytotoxic and chemotactic effects of branched chain polypeptide conjugates with poly [L-Lysine] backbone. Experimental Parasitology. 2013:135(1):134-141.[15]
- Stich, A., Ponte-Sucre, A., Holzgrabe, U. Do we need new drugs against Human African trypanosomiasis? Lancet Infectious Diseases. 2013;13:733-734.[16]
- Padron-Nieves, M., Díaz, E., Machuca, C., Rodríguez, N., Cotrim, P., Ponte-Sucre, A. Correlation between glucose uptake and membrane potential in Leishmania parasites isolated from DCL-patients with therapeutic failure: A proof of concept. Parasitology Research. 2014; 113(6):2121-2128.[17]
- Vanaerschot, M., Dumetz, F., Roy, S., Ponte-Sucre, A., Arevalo, J., Dujardin, J.C. Treatment failure in leishmaniasis: drug-resistance or another (epi-) phenotype? Expert Reviews Anti Infective Therapy. 2014; 12(8):937-46.[18]
- Alcazar, W., Silva López, A., Alakurtti, S., Tuononen, M.L., Yli-Kauhaluom, J., Ponte-Sucre, A. Betulin derivatives impair Leishmania braziliensis viability and host-parasite interaction. Bioorganic and Medicinal Chemistry. 2014; 22:6220-6226.[19]
- Ponte-Sucre, A., Bruhn, H., Schirmeister, T., Cecil, A., Albert, C.A., Buechold, C., Tischer, M., Schlesinger, S., Goebel, T., Fuß, A., Mathein, D., Merget, B., Sotriffer, C.A., Stich, A., Krohne, G., Engstler, M., Bringmann, G., Holzgrabe, U. Anti- trypanosomal activities and structural chemical properties of selected compound classes. Parasitology Research. 2015; 114:501-512.[20]
- Cecil, A., Ohlsen, K., Menzel, T., Francois, P., Schrenzel, J.,  Fischer, A., Dörries, K., Selle, M., Lalk, M., Hantzschmann, J., Dittirch, M., Liang, C., Bernhardt, J., Oelschlaeger, T., Bringmann, G., Bruhn, H., Unger, M., Ponte-Sucre, A., Lehmann, L., Dandekar, T. Modelling antibiotic and cytotoxic isoquinoline effects in Staphylococci and human cells. International Journal of Medical Microbiology. 2015; 305:96-109.[21]
- Ponte-Sucre, A. Propiedades químicas estructurales de compuestos que actúan contra el Trypanosoma brucei. Vitae. 2015; (62).[22]
- Díaz, E., Zacarias, A.K., Pérez, S., Vanegas, O., Köhidai, L. Padrón-Nieves, M.,  Ponte-Sucre, A. Effect of aliphatic, monocarboxylic, dicarboxylic, heterocyclic and sulphur-containing amino acids on Leishmania spp. Chemotaxis. Parasitology. 2015; 142(13):1621-1630.[23]
- Schad, C., Baum, U., Frank, B., Dietzel, U., Mattern, F., Gomes, C., Ponte-Sucre, A., Moll, H., Schurigt, U., Schirmeister, T. Development of a New Antileishmanial Aziridine-2,3-Dicarboxylate-Based Inhibitor with High Selectivity for Parasite Cysteine Proteases. Antimicrobial Agents and Chemotherapy. 2015; 60:797-805.[24]